# 藤堂あきと
藤堂 あきと（とうどう あきと）は、日本の漫画家。主な作品に2007年より『週刊アスキー』に連載していた『パーツのぱ』がある。

## 作品リスト
- ラグナロクオンライン 手を振る朝 ※藤堂秋人 名義
  - 世界（2003年7月）
  - ふたつのこころ（2003年9月）
  - 手を振る朝（2003年11月-2004年1月） 全3話
  - How Can I Say（2004年3月）
  - 瑠璃（2004年4月、2004年5月、2005年8月） 全3エピソード
  - ぱにょ（2004年8月、2004年9月、2005年1月、2005年6月、2005年7月） 全5回
- ラグナロクオンライン 王国と草原の大陸 ※藤堂秋人 名義（2005年5月からログイン誌にて約2年間連載。未単行本化）
- パーツのぱ（週刊アスキー 2007年11月20日号-2014年6月24日号、全10巻）
- 10秒リワインド（まんがタイムスペシャル 2011年3月号。未単行本化）
- カブルモン（まんがタイムスペシャル 2012年2月号-2014年7月号。第1巻のみ単行本化[1][2][3]）
- イコとナセミのドキドキアドベンチャー（週刊アスキー 996号=2014年9月30日号-1119号=2017年3月22日号　 未単行本化[4]）